# Waschbären-Pankreasegel
Der Waschbären-Pankreasegel (Eurytrema procyonis, Syn.: Concinnum procyonis Schell, 1985) ist ein Parasit aus der Klasse der Saugwürmer (Trematoda). Er befällt die Gänge der Bauchspeicheldrüse von Waschbären, selten auch von Katzen. Verbreitungsgebiet sind die Vereinigten Staaten.
Der Waschbären-Pankreasegel ist 1,7–2,5 mm × 0,7–1,3 mm groß. Als erster Zwischenwirt dient dem Saugwurm die Landlungenschnecke Mesodon thyroidus, zweite Zwischenwirte im Lebenszyklus der Parasiten sind vermutlich Gliederfüßer.